# جمعة سالم
جمعة سالم لاعب كرة قدم قطري سابق. لعب مع منتخب قطر لكرة القدم. وفي كأس الخليج 1994 سجل هدفا في مرمى منتخب عمان لكرة القدم.